# Bad Homburg Open
Bad Homburg Open – żeński turniej tenisowy zaliczany do cyklu WTA Tour, rozgrywany na kortach trawiastych w Bad Homburg vor der Höhe. Pierwszy turniej odbył się w 2021 roku. W latach 2021-2023 rozgrywany był w kategorii WTA 250 a od sezonu 2024 jako WTA 500
Pierwsza edycja zawodów miała się odbyć w 2020 roku, zastępując turniej w Norymberdze, jednak została ona odwołana z powodu pandemii COVID-19.

## Mecze finałowe

### Gra pojedyncza kobiet
| Rok                                                 | Zwyciężczyni                                 | Finalistka                                   | Wynik                                        |
| 2025                                                | Jessica Pegula                               | Iga Świątek                                  | 6:4, 7:5                                     |
| 2024                                                | Diana Sznajder                               | Donna Vekić                                  | 6:3, 2:6, 6:3                                |
| od 2024 roku turniej rozgrywany w kategorii WTA 500 |                                              |                                              |                                              |
| 2023                                                | Kateřina Siniaková                           | Lucia Bronzetti                              | 6:2, 7:6(5)                                  |
| 2022                                                | Caroline Garcia                              | Bianca Andreescu                             | 6:7(5), 6:4, 6:4                             |
| 2021                                                | Angelique Kerber                             | Kateřina Siniaková                           | 6:3, 6:2                                     |
| od 2021 roku turniej rozgrywany w kategorii WTA 250 |                                              |                                              |                                              |
| 2020                                                | Turniej anulowano z powodu pandemii COVID-19 | Turniej anulowano z powodu pandemii COVID-19 | Turniej anulowano z powodu pandemii COVID-19 |

### Gra podwójna kobiet
| Rok                                                 | Zwyciężczynie                                | Finalistki                                   | Wynik                                        |
| 2025                                                |                                              |                                              |                                              |
| 2024                                                | Nicole Melichar-Martinez Ellen Perez         | Chan Hao-ching Wieronika Kudiermietowa       | 4:6, 6:3, 10–8                               |
| od 2024 roku turniej rozgrywany w kategorii WTA 500 |                                              |                                              |                                              |
| 2023                                                | Ingrid Gamarra Martins Lidzija Marozawa      | Eri Hozumi Monica Niculescu                  | 6:0, 7:6(3)                                  |
| 2022                                                | Eri Hozumi Makoto Ninomiya                   | Alicja Rosolska Erin Routliffe               | 6:4, 6:7(5), 10–5                            |
| 2021                                                | Darija Jurak Andreja Klepač                  | Nadija Kiczenok Raluca Olaru                 | 6:3, 6:1                                     |
| od 2021 roku turniej rozgrywany w kategorii WTA 250 |                                              |                                              |                                              |
| 2020                                                | Turniej anulowano z powodu pandemii COVID-19 | Turniej anulowano z powodu pandemii COVID-19 | Turniej anulowano z powodu pandemii COVID-19 |